# Collagenus dasysternus
Collagenus dasysternus är en skalbaggsart som beskrevs av Brett C.Ratcliffe och Hardy 2005. Collagenus dasysternus ingår i släktet Collagenus och familjen Dynastidae. Inga underarter finns listade i Catalogue of Life.